# 段士奇
段士奇（1916年—1981年），男，直隶（今河北）深泽人，中华人民共和国政治人物，曾任中华人民共和国商业部副部长。